# Röspe
Röspe is een plaats in de Duitse gemeente Erndtebrück, deelstaat Noordrijn-Westfalen, en telt 167 inwoners (2007).